# آلبرت روسكين كوك

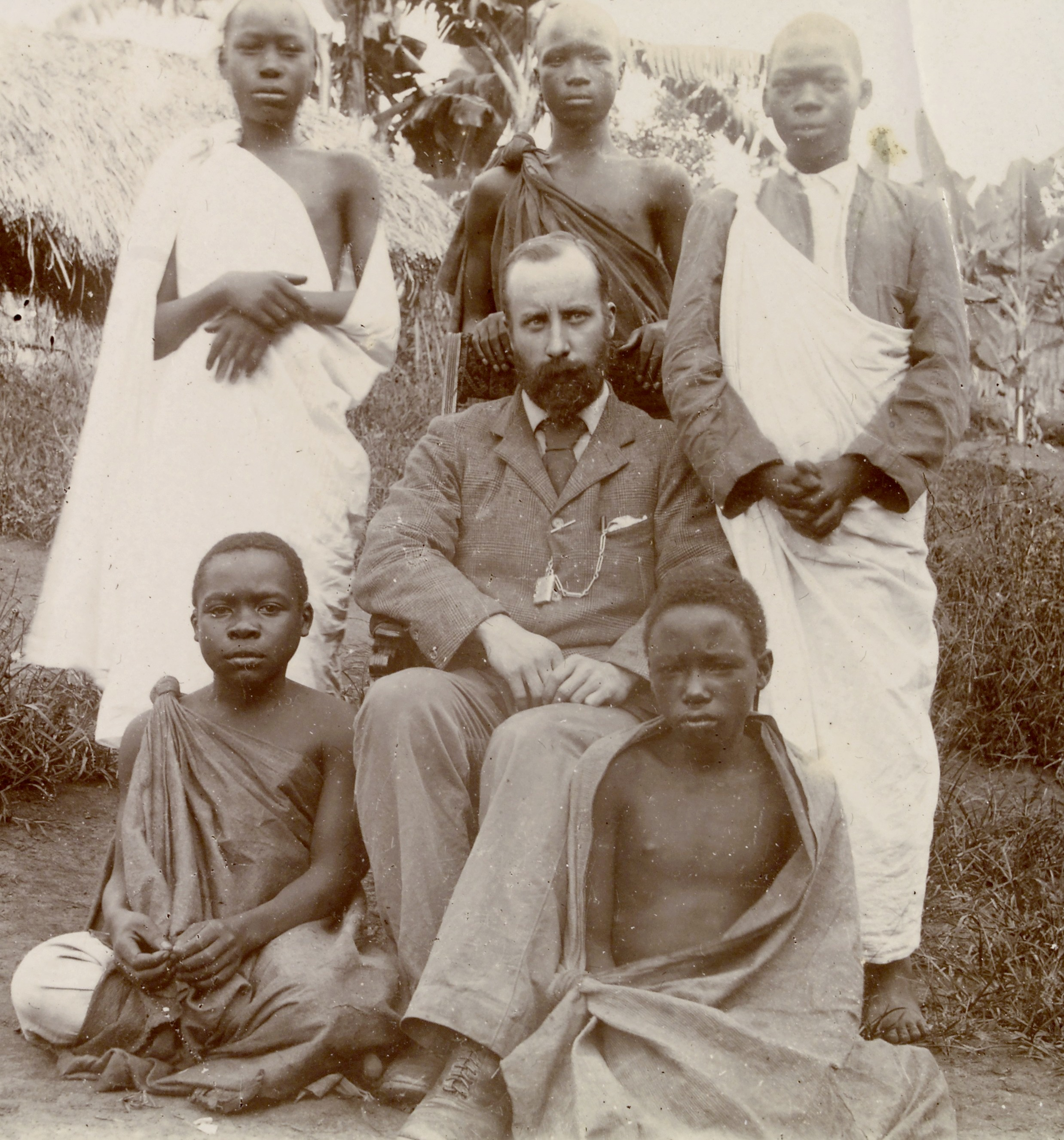
آلبرت روسكين كوك في أوغندا عام 1897

السير آلبرت روسكين كوك (بالإنجليزية: Albert Ruskin Cook)‏، طبيب إنجليزي (22 آذار 1870 - 23 نيسان 1951)، حائز على وسام القديس مايكل والقديس جورج. كان السير آلبرت مبشراً طبياً في أوغندا وقد أسس «مستشفى مولاغو» و«مستشفى مينغو» فيها. عمل مع زوجته «كاثرين كوك» (1863-1938) وأنشآ مدرسة للتدريب على الأمومة في أوغندا.
ولد آلبرت كوك في هامبستيد في لندن عام 1870. والداه هما الدكتور و.هـ. كوك وهارييت بيكرستيث كوك. تخرج من كلية الثالوث (كامبريدج) عام 1893 وحصل على شهادة ليسانس الآداب. كما حصل على بكالوريوس في الطب من مستشفى سانت بارثولوميو عام 1895، وأصبح طبيباً عام 1901.

## مطالعة إضافية
- "Cook, Sir Albert Ruskin (1870–1951) and Cook, Lady (Katharine)". مؤرشف من الأصل في 2016-03-04. اطلع عليه بتاريخ 2006-01-17.
- "The British Journal of Nursing Supplement, February 1930" (PDF). مؤرشف من الأصل (PDF) في 2012-07-21. اطلع عليه بتاريخ 2006-01-17. {{استشهاد بدورية محكمة}}: الاستشهاد بدورية محكمة يطلب |دورية محكمة= (مساعدة)
- A Doctor and his Dog in Uganda, from the Letters and Journals of A. R. Cook. Edited by Mrs. H. B. Cook. Published by the Religious Tract Society, London.
- Joyce Reason, Safety last: The story of Albert Cook of Uganda. London: Highway Press, 1954.

قالب:Protestant missions to Africa